# Mănăstirea franciscană din Caransebeș
Mănăstirea franciscană este un monument istoric aflat pe teritoriul orașului Caransebeș.

## Istoric și trăsături
Biserica franciscană a fost ridicată în apropierea unui lăcaș de cult mai vechi, atestat documentar pe la 1439. Două secole mai târziu călugării franciscani au preluat reședința și biserica, iar în 1730 au ridicat o biserică nouă, construită în stil baroc. În 1788 a fost incendiată de turci, icoanele și altarele au fost pustiite, iar la ordinul împăratului Iosif al II-lea mănăstirea a fost dizolvată.
Cinci călugări franciscani au fugit cu cele trei cărți matricole. La vizita canonică din anul 1792, biserica și claustrul erau deja refăcute. Biserica avea cinci clopote și cinci altare.
Biserica parohială catolică are în prezent hramul „Neprihănita Zămislire a Maicii Domnului”, ce se sărbătorește pe data de 8 decembrie. Dintre comorile artistice pe care le adăpostește se remarcă picturile în ulei pe pânză reprezentând-o pe Maica Domnului Maria, pe sfinții Martin și Leopold, picturi executate de pictorul Gutsch din Viena.
O valoare deosebită au și Calea Sfintei Cruci, lucrată în teracotă, cât și sculpturile în lemn.
Bolta veche se păstrează numai în sanctuar și în sacristie. În prezent mai sunt patru clopote și trei altare.

## Imagini

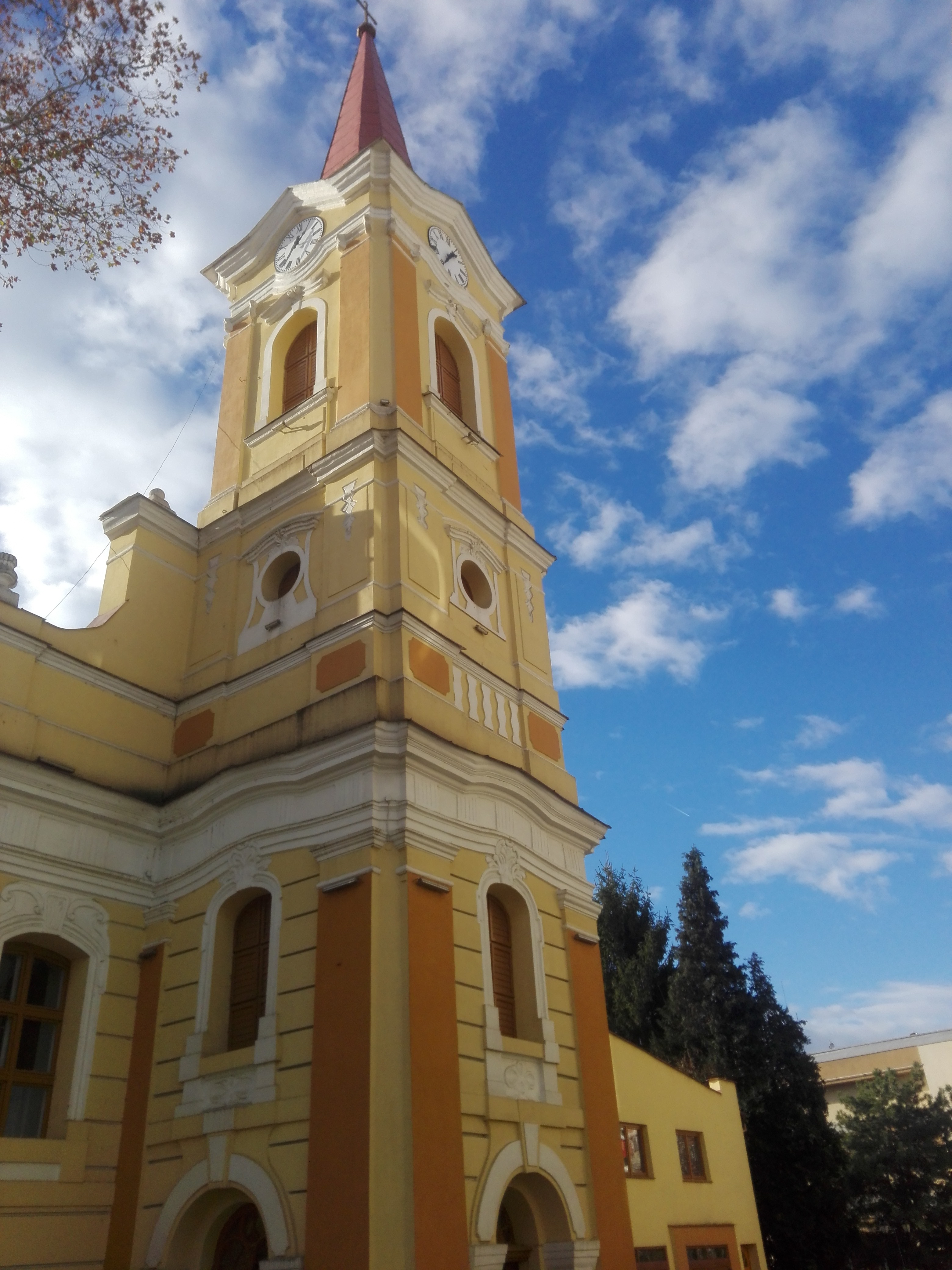
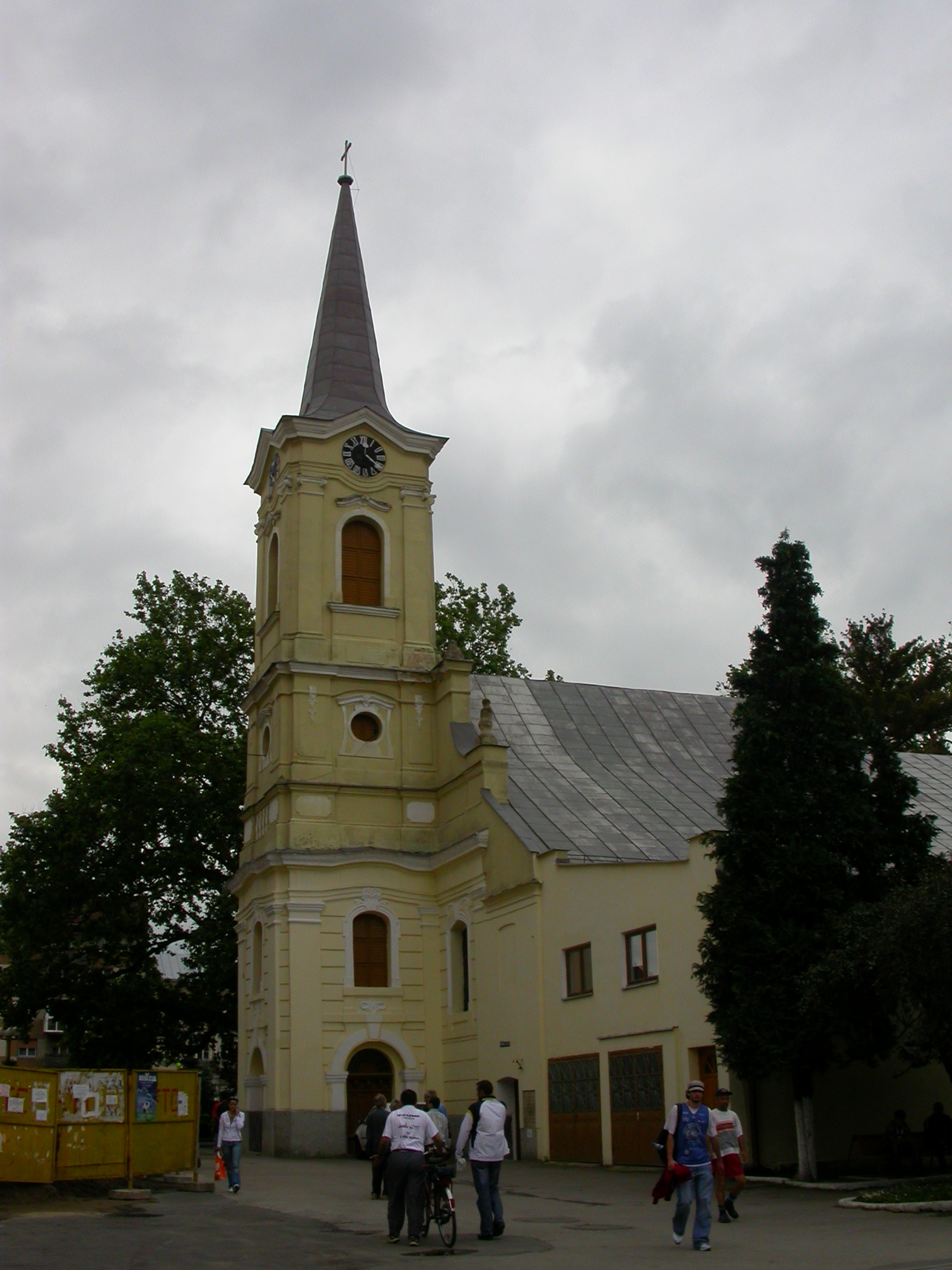
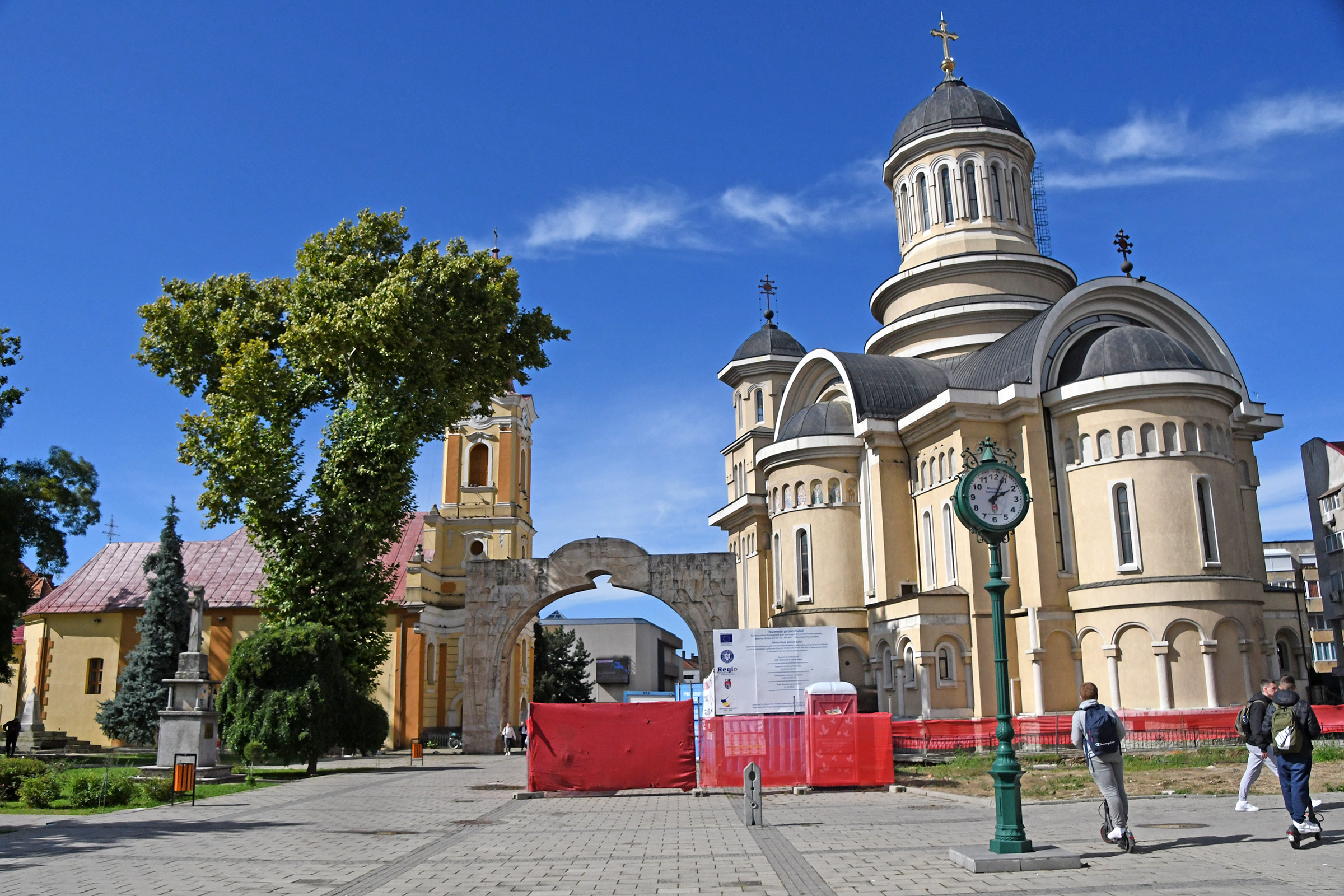
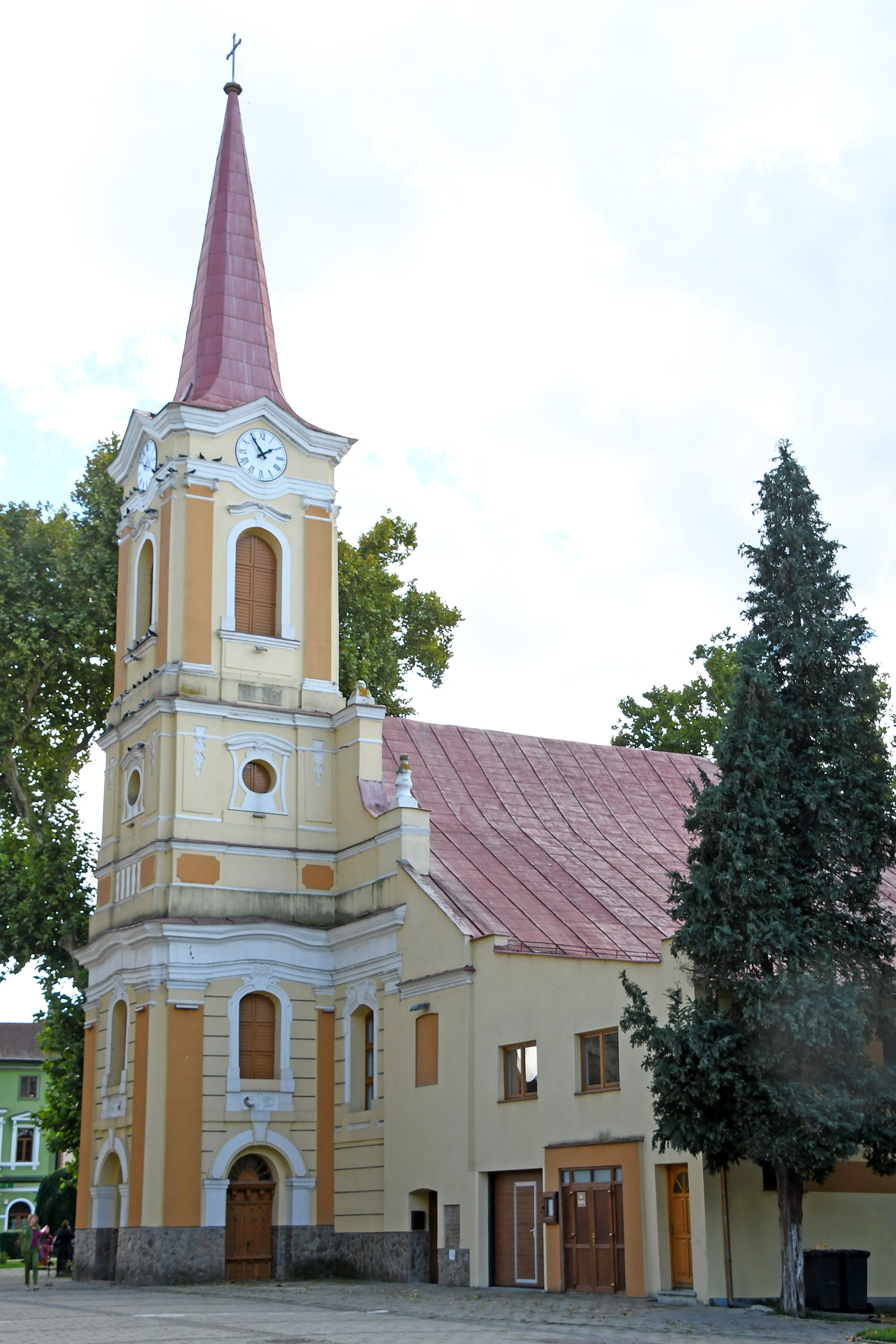
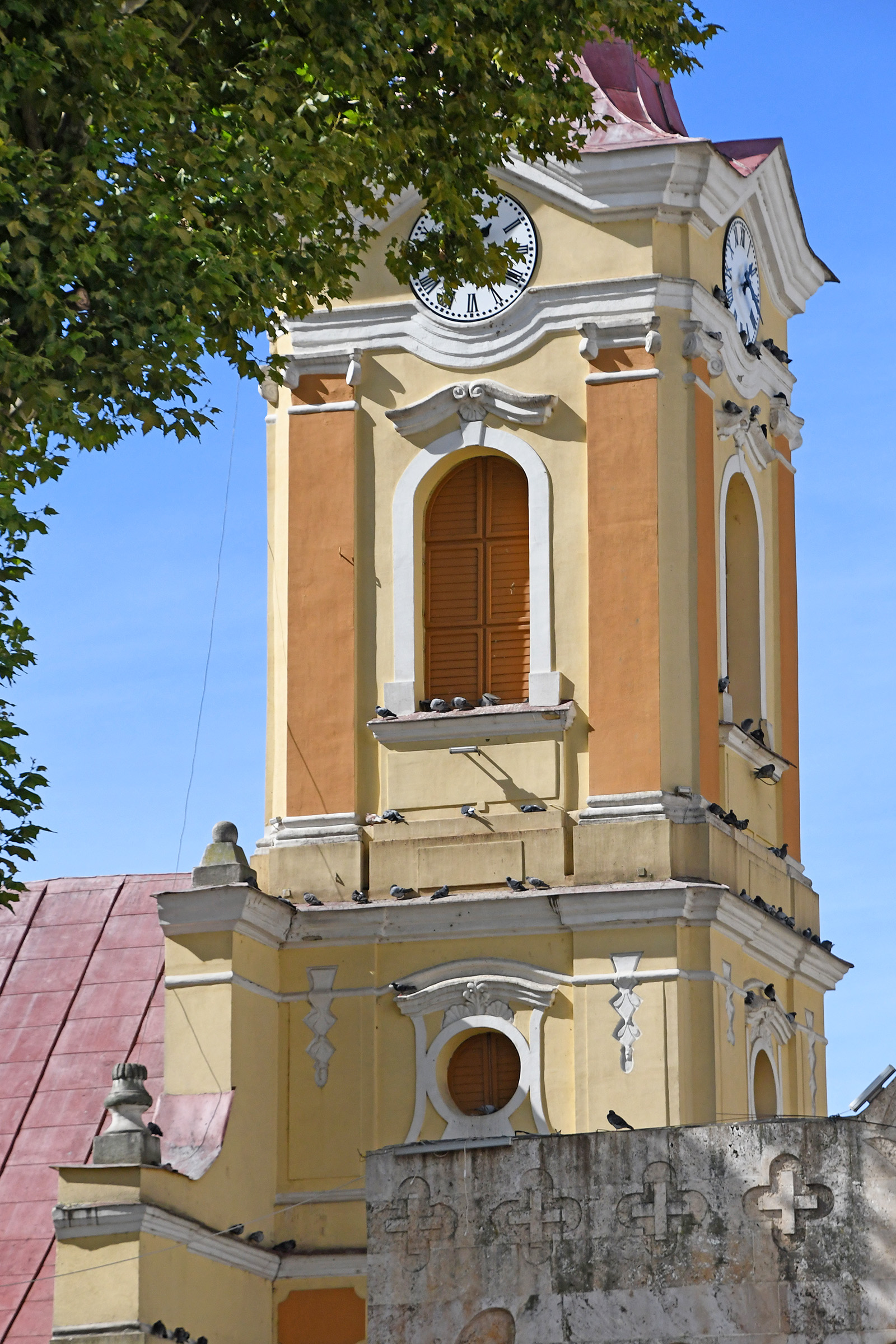
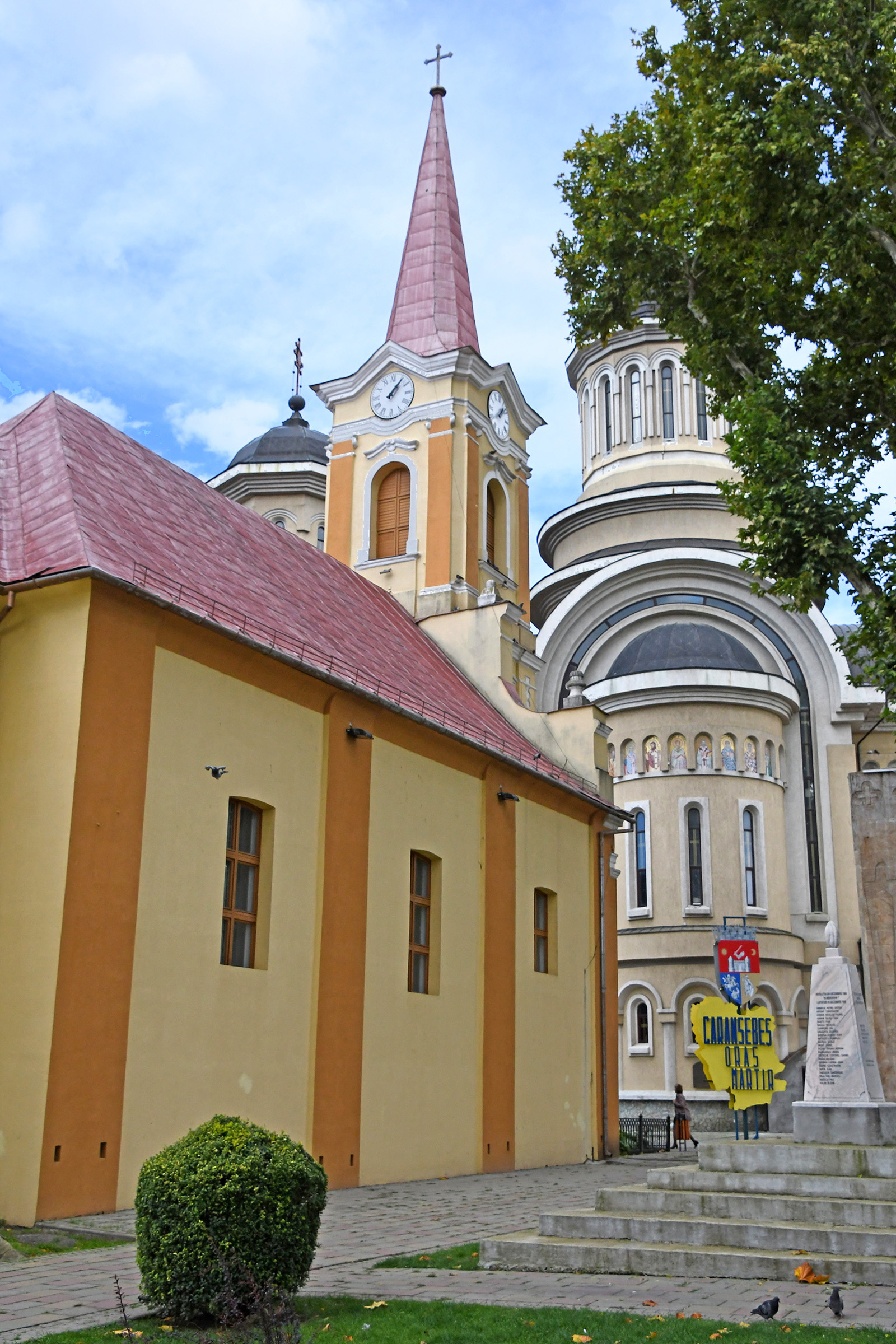
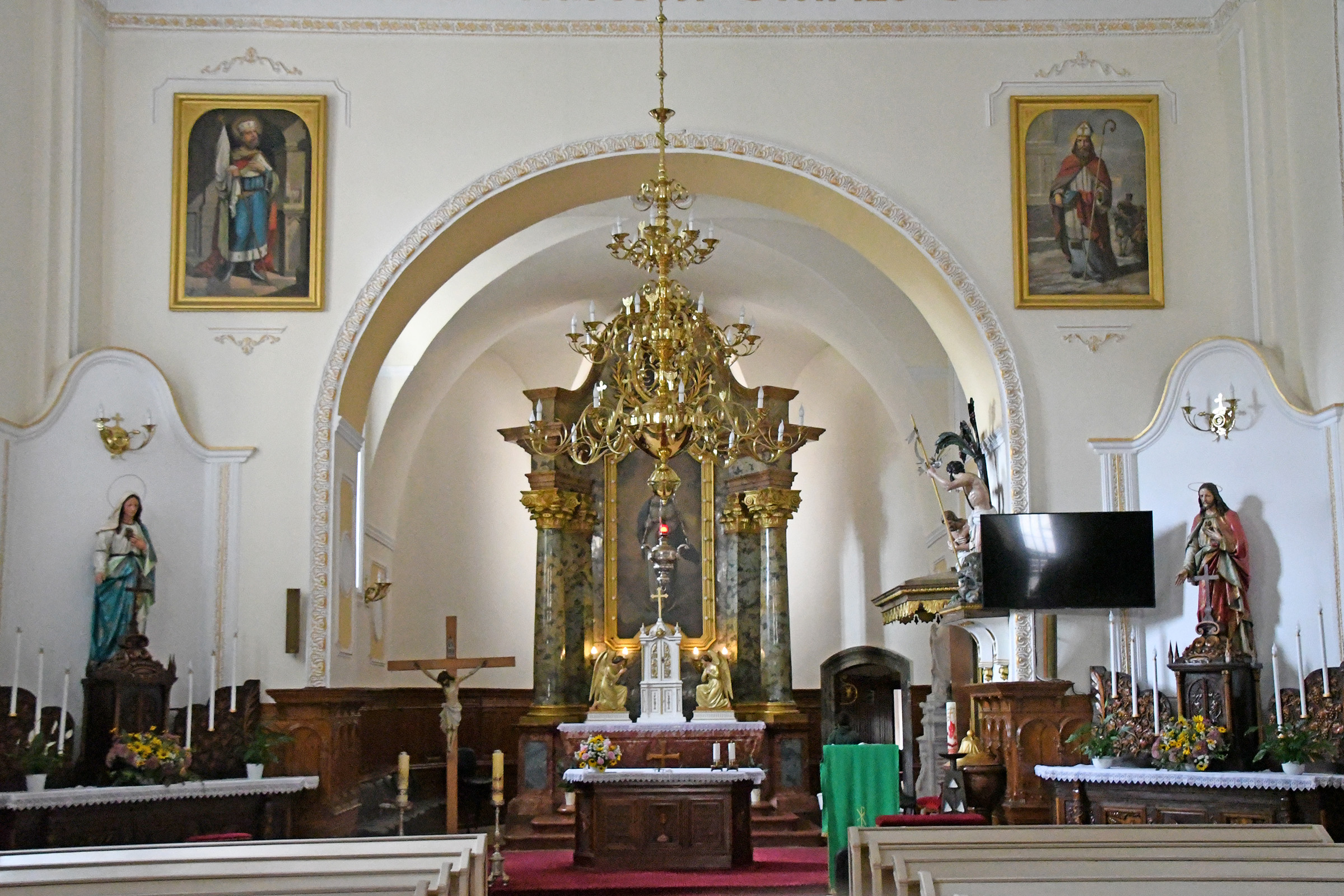
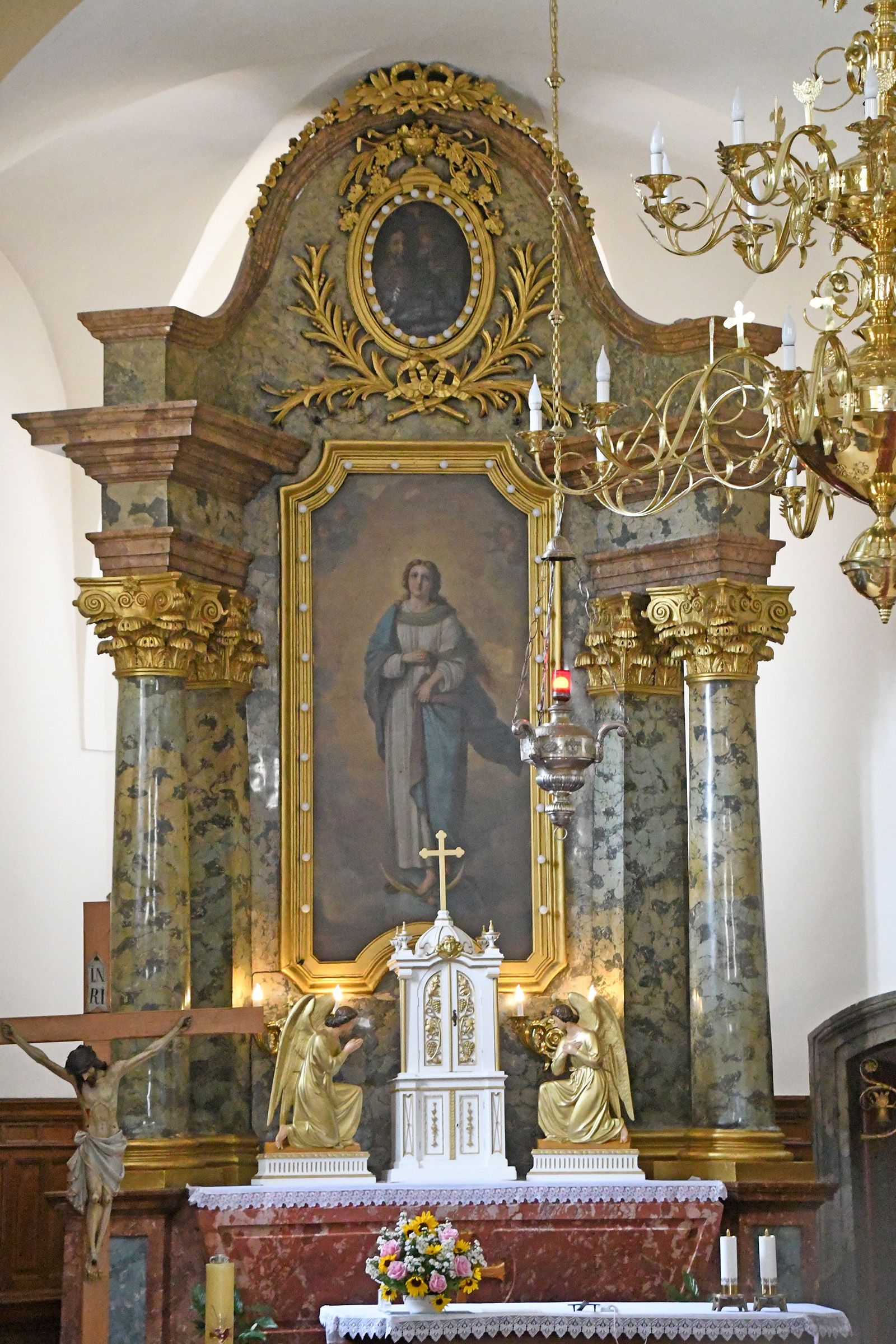
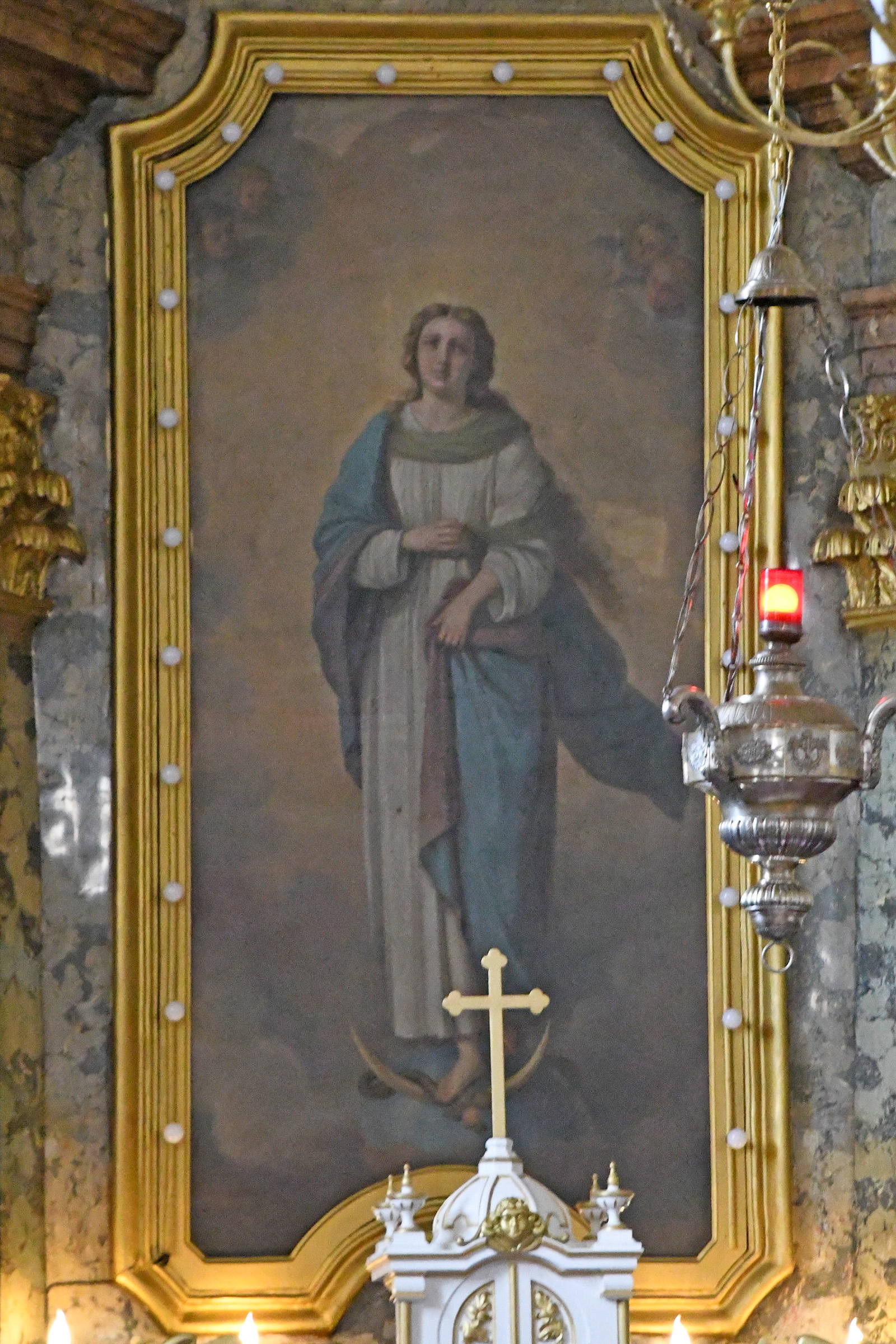
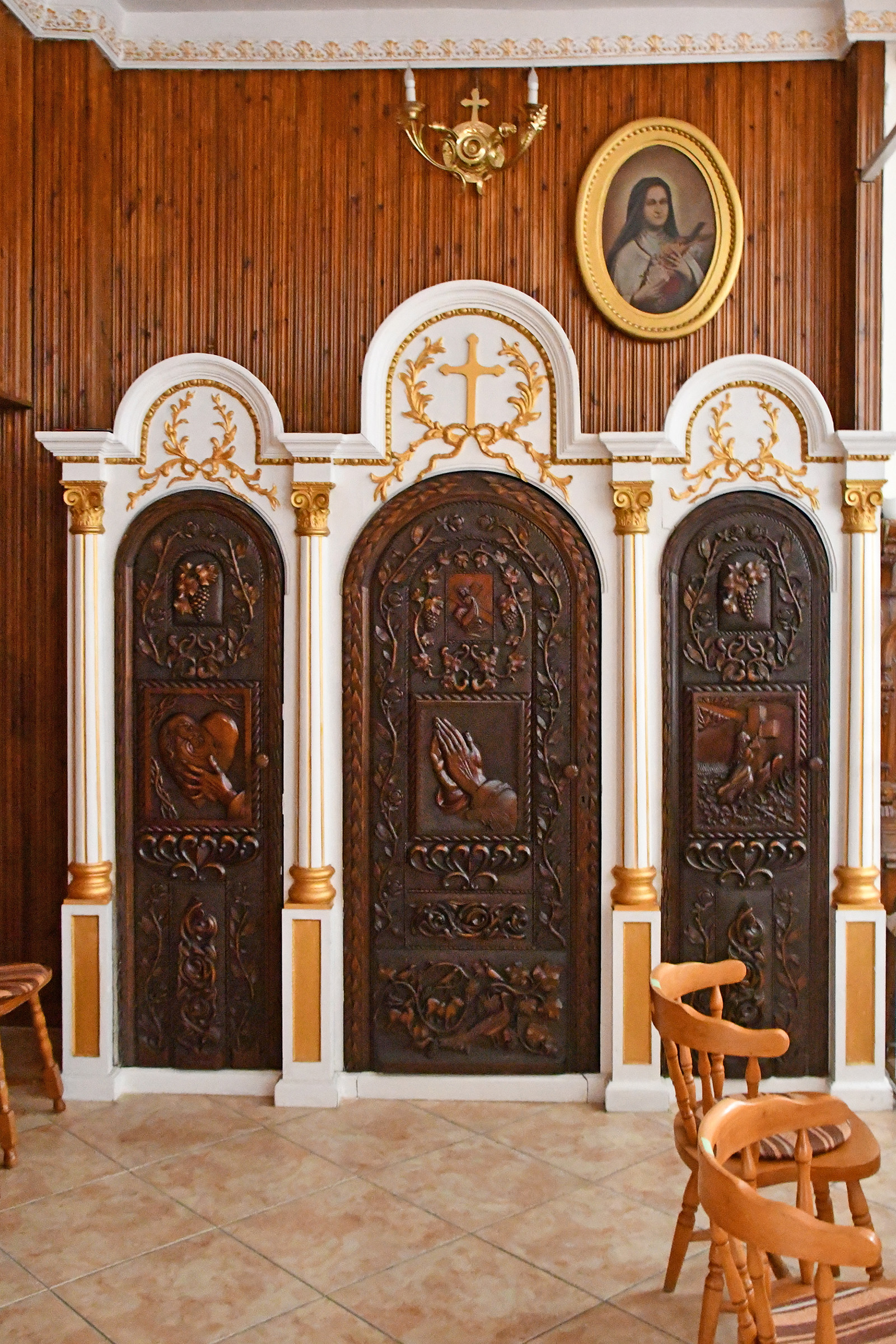
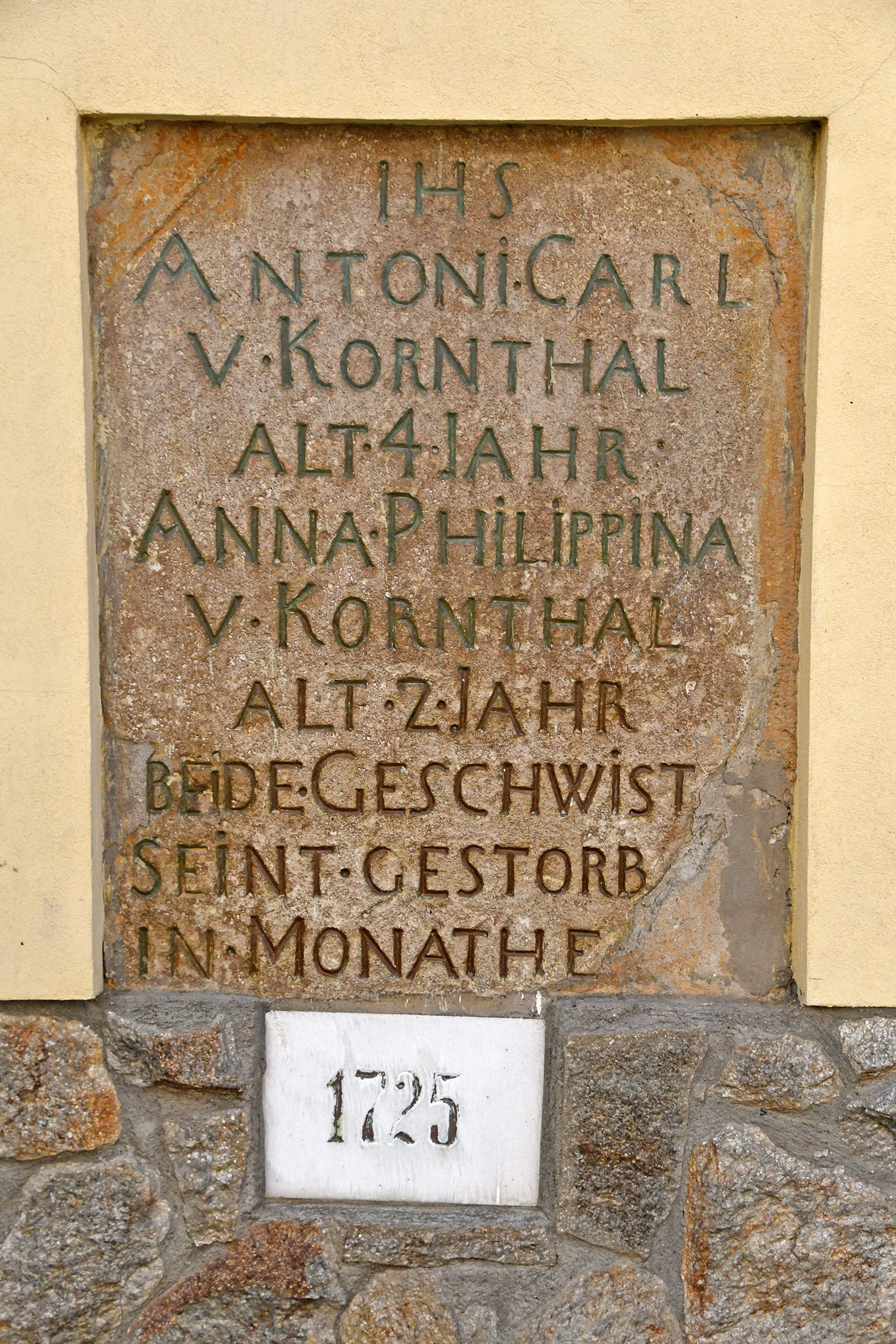

## Vezi și
- Caransebeș